# Mario Mimessi
Mario René Mimessi (Ciudad de Tartagal, 30 de noviembre de 1980) es un político argentino.Actualmente es ministro de desarrollo social de la Provincia de Salta. Se desempeñó como Intendente de la Ciudad de Tartagal y como presidente de la Unión Cívica Radical por la Provincia de Salta.

## Biografía
Mario Mimessi nació el 30 de noviembre de 1980 en la Ciudad de Tartagal. Es hijo de Mario René Mimessi (padre) que en el retorno de la democracia en Argentina supo ser un dirigente de peso en el norte salteño. Su padre se desempeñó en distintos cargos públicos como por ejemplo Concejal de Tartagal, Diputado provincial por el Departamento General José de San Martín y Director de Radio Nacional - Tartagal. Fue su progenitor quién le hizo participar de política partidaria desde joven. Mario Mimessi padre era hijo de emigrantes libaneses que se radicaron en Tartagal y participó de la política partidaria desde su cursado de la carrera de Odontología en la Universidad Nacional de Córdoba. Además de cargos públicos, su progenitor se desempeñó hasta su muerte en distintos cargos partidarios como por ejemplo Presidente de la Convención de la Unión Cívica Radical de Salta y Presidente del Circuito radical de Tartagal.
Mario Mimessi hijo siguió el ejemplo de su padre participando del mismo espacio. Cursó sus estudios secundarios en el Colegio Francisco de Asís de su ciudad natal.

## Carrera política
Mario Mimessi hijo de un reconocido dirigente radical se presentó por primera vez a un cargo electivo en las Elecciones PASO del año 2013. Encabezó la lista de concejales del centenario partido del cual su progenitor formaba parte. En esas elecciones sacó un total de 1626 votos que representaban el 5,83% de los votos válidos lo cual lo habilitó a participar de las elecciones generales ya que para ser habilitado se necesita el 1,5% de los votos válidos. En las elecciones generales logró aumentar su caudal de votos a 2104 votos que equivalían al 6,89% de los votos válidos. Con esos números Mimessi obtuvo una banca en el Honorable Concejo Deliberante de la Ciudad de Tartagal para su partido y con ello también obtuvo su primer cargo electivo.
En el año 2015 su padre fallece y Mimessi hijo se vuelve a presentar como candidato a concejal dentro del partido que impulsaba la candidatura de Miguel Nanni como gobernador. En esas elecciones se dio un suceso raro porque en las PASO, Mimessi sacaría un total de 2934 votos en la categoría de concejal y el candidato a intendente que impulsaba su espacio sacaría menos (2039). Esos resultados habilitaban a las listas de la Unión Cívica Radical a participar de las elecciones generales. La UCR de la mano de Mimessi había salido segunda en la categoría de concejales solo por detrás del partido oficialista. En las elecciones generales del 2015 la sorpresa sería grande en la categoría de concejales porque la lista encabezada por Mario Mimessi se impondría por sobre la lista oficialista de Luis Hoyos. El dirigente radical sacaría 4241 votos por encima de los 4184 votos del Partido de la Victoria. Esa cantidad de votos significó que la UCR de Tartagal lograba tres bancas de concejales. De todas maneras la intendencia quedó nuevamente en manos de Sergio Leavy y el bloque de la UCR debía cumplir con la función de ser oposición.
En el año 2017, Mimessi decide dar el salto y presentarse como candidato a diputado provincial por el Departamento de General José de San Martín, imitando así los pasos de su padre que había desempeñado ese cargo en el retorno de la democracia (al igual que el puesto de concejal de Tartagal). En las elecciones PASO de ese año logró un total de 9806 votos (13,44% de los votos válidos) que dejaron al frente de la UCR como el cuarto espacio más votado del departamento. En las elecciones generales Mimessi daría otro batacazo al igual que dos años atrás. La lista de la Unión Cívica Radical que él encabezaba pasaría del cuarto lugar al segundo y crecería de 9806 votos a 17509 votos. Es decir que Mimessi pasó de tener el 13,44% de los votos válidos a tener 21,35% de los mismos. Ese crecimiento exponencial de su candidatura lo llevaría a obtener una banca en la legislatura provincial de Salta.
En su paso por la legislatura salteña supo presentar un proyecto con Héctor Chibán y Humberto Vasquéz referido a la quita de los símbolos religiosos en los establecimientos públicos. En conjunto con su par radical también supo presentar otro proyecto que buscaba impulsar la donación de médula ósea, proyecto aprobado por unanimidad por sus pares.
En el año 2018, Miguel Nanni no renovaría su presidencia del Comité Provincia de la UCR así que el dirigente cafayateño lo impulsó a él como Presidente de la UCR Salta por el sector oficialista. Mimessi aceptaría la candidatura y formaría equipo con otros dirigentes de peso como por ejemplo el diputado provincial Héctor Chibán y la concejal de capital Sandra Vargas. Mimessi se impondría en la interna con su lista "El nuevo camino" con un total de 2641 votos por sobre los 2105 votos del opositor Luis Zavaleta. Con esos resultados Mimessi sería entonces nombrado Presidente del Comité Provincia de la Unión Cívica Radical de Salta.
En el año 2019 se presentaría como candidato a Intendente de Tartagal dentro del frente que impulsaba la candidatura de Alfredo Olmedo para gobernador y la de Miguel Nanni para vicegobernador, buscando arrebatarle la intendencia a la familia Leavy que llevaba desempeñando el cargo desde 2007 (Sergio Leavy hasta 2017 y dos años de interinato de su hermano "Chanchin"). Mimessi en las elecciones PASO saldría segundo por detrás del candidato oficialista, intendente en funciones y hermano del muchas veces electo Sergio Leavy, Eduardo "Chanchín" Leavy. El frente que impulsaba Mimessi en la categoría de intendente sacaría 11959 votos un total del 33,63% de los votos válidos por detrás de los 13687 votos (38,49% de los votos válidos) del oficialismo. En las elecciones generales del 2019 Mimessi lograría por tercera vez en su carrera política dar un batazo. Al igual que en la categoría de concejales en el 2015, en la categoría de diputado provincial en el 2017, Mimessi revertiría los resultados de las PASO y se consagraría como Intendente de la Ciudad de Tartagal. El "Gato" sacaría un total de 15946 votos con un 43,50% de los votos válidos superando así al intendente en funciones Eduardo Leavy que sacó 14667 votos con un total de 40,01% de los votos válidos. Otro éxito de las elecciones fue que por primera vez la Unión Cívica Radical en muchos años lograba meter cuatro concejales en la Ciudad de Tartagal. Mimessi tendría un concejo deliberante con seis miembros de su alianza, cuatro radicales y dos del partido de Olmedo.
Una vez asumido su cargo como Intendente de Tartagal el 10 de diciembre de 2019 Mimessi le dio forma a su visión de ciudad. Sostuvo que no se va a enfocar solamente en las cuestiones del día a día sino que también va a pensar en la ciudad de los próximos años. Uno de los aspectos destacados de su gestión es que en el marco de la pandemia de COVID-19, el intendente dio el ejemplo y procedió a donar la totalidad de su sueldo para ayudar a equipar el hospital de campaña de la Ciudad. Antes de que asumiera como intendente, Tartagal tenía muchos problemas con otra enfermedad preocupante como el dengue. De todas maneras durante su gestión se logró reducir en un 50% los casos respecto al año anterior.
En 2021 fue el primer candidato a convencional constituyente por el departamento General San Martín en la histórica lista 3 de los radicales, compitiendo por fuera de Juntos por el Cambio+, la versión local de Juntos por el Cambio. En dichas elecciones sería el convencional más votado con un total de 20.665 votos superando a sus competidores del frente Gana Salta y el Frente de Todos. En las elecciones nacionales apoyó a Guillermo Durand Cornejo y a Natalia Loria para diputados nacionales y por ese apoyo a un frente distinto al cual su partido suscribía fue que un grupo de afiliados pidió la expulsión de Mimessi de la UCR.
En el año 2023 y tras mucho coquetear Mimessi termina confirmando su alejamiento de la Unión Cívica Radical para desembarcar en las tropas del oficialismo provincial del gobernador Gustavo Sáenz. Mario quien había sonado como posible vicegobernador termina finalmente eligiendo la posibilidad de ser reelecto intendente de Tartagal y se presenta para tal puesto por el frente Vamos Salta. En dicha elección logró 13.905 votos pero terminó perdiendo la ciudad contra Franco Hernández Berni de Avancemos que logró 14.049, tan solo 144 votos de diferencia.
Tras su derrota electoral, fue confirmado como parte de la renovación del gabinete del gobernador Sáenz siendo designado desde el 10 de diciembre de 2023 como ministro de desarrollo social de la Provincia de Salta en reemplazo de Claudia Silvina Vargas.